# Font Awesome

Logo di Font Awesome

Font Awesome è un toolkit di icone distribuito sotto licenze libere.
Utilizzato da oltre 73 milioni di siti web, è stato parzialmente finanziato da una campagna di crowdfunding su Kickstarter. Le icone, i font e il codice sorgente sono rispettivamente rilasciati sotto Creative Commons, SIL Open Font License e licenza MIT.